# Скрижали из Пирги

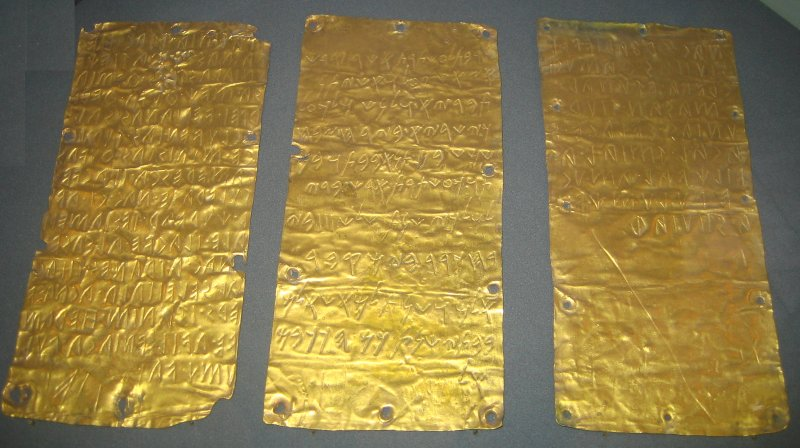
Золотые скрижали из Пирги

Скрижали из Пирги (CIE 6314, TLE 874, ET Cr 4.4 — первая скрижаль; CIE 6315, TLE 875, ET Cr 4.5 — вторая скрижаль;  CIE 6316, TLE ad 874, ET Cr 4.4 — третья скрижаль) — три золотые пластины с надписями на этрусском и пуническом языках, датируемые началом V века до н. э., обнаруженные в 1961 году при раскопках этрусского порта Пирги на побережье Тирренского моря в Италии (современный город Санта-Севера). Пластины содержат текст, в котором идёт речь о посвящении правителем города Цере Тефарием Велианой даров богине Уни, которая в надписи отождествляется с богиней Астартой. Тефарий Велиана подарил их во время обряда вбивания гвоздя святилищу и храмовой пристройке в третий год своего правления в месяц погребения божества. Две пластины содержат надпись на этрусском языке (первая содержит 16 строк и 37 слов, вторая — 9 строк и 15 слов), третья — на пуническом языке.
Важность скрижалей заключается не только в «двуязычии» текста, что позволяет использовать знания пунического языка для расшифровки надписей на этрусском языке, но и показывает пуническое влияние на территории Западного Средиземноморья.
Скрижали в настоящее время содержатся в Национальном музее этрусского искусства в Риме.
Текст на скрижалях выглядит так:

## Финикийский текст
Эти надписи известны как KAI 277. Оригинальный текст:
l-rbt l-'shtrt,
'shr qdsh’z,'sh p’l, w-'sh ytn tbry' wlnsh mlk’l kyshry.'
b-yrh zbh shmsh, b-mtn' b-bt, wbn tw.
k-'shtrt 'rsh b-yd l-mlky shnt shlsh,
b-yrh krr, b-ym qbr’lm.
w-shnt lm’sh’lm b-bty shnt km h kkb m’l.
Финикийский текст написан на семитском, более конкретно ханаанском языке (очень тесно связан с ивритом, а также относительно близок к арамейскому и угаритскому); следовательно, не было необходимости его «расшифровывать». Хотя надпись можно прочитать, некоторые отрывки филологически неопределённы из-за предполагаемых осложнений синтаксиса и словарного запаса, использованного в надписи, и как таковые они стали источником споров как среди семитистов, так и среди классицистов.